# 1262 Sniadeckia
Sniadeckia (asteróide 1262) é um asteróide da cintura principal com um diâmetro de 51,49 quilómetros, a 2,9713672 UA. Possui uma excentricidade de 0,0109203 e um período orbital de 1 901,88 dias (5,21 anos).
Sniadeckia tem uma velocidade orbital média de 17,18423612 km/s e uma inclinação de 13,12718º.
Esse asteróide foi descoberto em 23 de Março de 1933 por Sylvain Arend.